# タナシンドローム
タナシンドローム（TANA-SYNDROME）は、日本のDJユニットである。

## メンバー
- たなしん（MC）(グッドモーニングアメリカ)
- DJゴエモン（DJ）(吉祥寺SHUFFLE店長) ※本名「中嶋優」

## 経歴
- 2013年
  - 1月に「熊の着ぐるみDJ」として活動していた「DJゴエモン」と「グッドモーニングアメリカ」のベースとして活動している「たなしん」と結成。
  - 1月18日に渋谷にある「Bar Come On Rock」にて、初DJ。その後、「吉祥寺SHUFFLE」や「TSUTAYA O-CREST」にて活動。
- 2014年
  - 12月30日に行われた「COUNTDOWN JAPAN14/15」に出演。ASTRO ARENA(約1万人キャパ)にて入場規制がかかる。
- 2015年
  - 8月2日に行われた「ROCK IN JAPAN FESTIVAL2015」に出演(BUZZ STAGE)。
  - 10月11日に行われた「激ロックDJパーティー15周年」渋谷TSUTAYA O-EASTにDJゴエモンが出演。
  - 12月29日に行われた「COUNTDOWN JAPAN15/16」に出演(ASTRO ARENA)。
- 2016年
  - 8月14日に行われた「ROCK IN JAPAN FESTIVAL2016」に出演(BUZZ STAGE)。
  - 12月30日に行われた「COUNTDOWN JAPAN16/17」に出演(ASTRO ARENA)。
- 2017年
  - 8月11日に行われた「ROCK IN JAPAN FESTIVAL2017」に出演(BUZZ STAGE)。
  - 12月29日に行われた「COUNTDOWN JAPAN17/18」に出演(ASTRO ARENA)。
- 2019年
  - 8月11日に行われた「ROCK IN JAPAN FESTIVAL2019」に出演(BUZZ STAGE)。